# Émission d'information
Une émission d'information, ou programme d'information, est une émission de radio ou de télévision traitant les événements actuels. Les nouvelles sont généralement traitées dans une série d'histoires individuelles, qui sont présentées par un ou plusieurs présentateurs. Une émission d'information peut inclure des entrevues en direct ou préalablement enregistrées de reporters, des opinions d'experts, des résultats de sondages d'opinion, ainsi que des contenus spéciaux.
À la télévision française, les cadres supérieurs sont 15 fois plus présents que les ouvriers dans les œuvres de fiction et les programmes d’information.